# 1955 год в музыке

## Лучшие песни года(рок-н-ролл, ритм-энд-блюз)
- «Maybellene» (Чак Берри)
- «Bo Diddley» (Бо Дидли)
- «Mystery Train» (Элвис Пресли)
- «Mannish Boy» (Мадди Уотерс)
- «The Great Pretender» (The Platters)
- «I’m a Man» (Бо Дидли)
- «Ain’t It a Shame» (Фэтс Домино)
- «Rock around the Clock» (Билл Хейли)

## Выпущенные альбомы
- In The Wee Small Hours (Фрэнк Синатра)
- Satch Plays Fats (Луи Армстронг)

## Родились

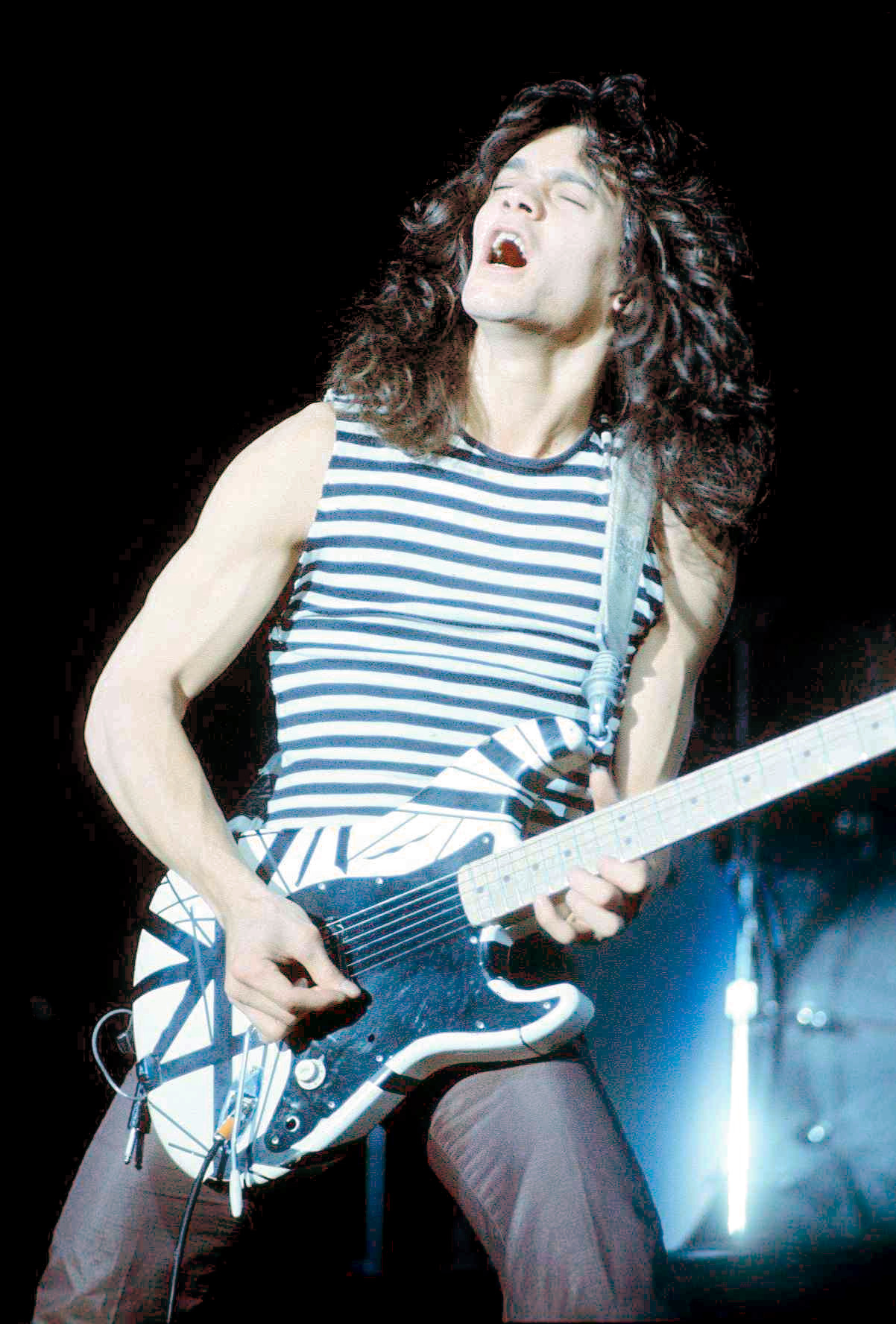
Эдди Ван Хален

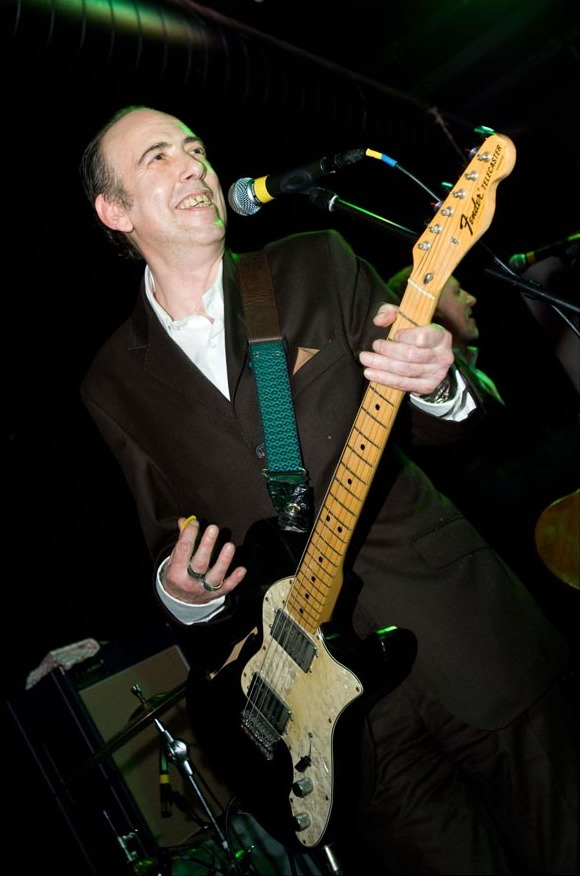
Мик Джонс

### Январь
- 2 января — Агафонас Яковидис (ум. 2020) — греческий певец и музыкант
- 4 января — Марк Холлис (ум. 2019) — британский рок-музыкант и автор песен, основатель и вокалист группы Talk Talk
- 13 января — Фред Уайт[англ.] (ум. 2023) — американский музыкант, барабанщик группы Earth, Wind & Fire
- 26 января — Эдди Ван Хален (ум. 2020) — американский музыкант и автор песен, основатель и гитарист группы Van Halen

### Март
- 19 марта — Пино Даниеле (ум. 2015) — итальянский автор-исполнитель и гитарист
- 20 марта — Мария Такэути — японская певица и автор песен
- 24 марта — Игорь Билозир (ум. 2000) — советский и украинский певец и автор песен
- 31 марта — Ангус Янг — австралийский музыкант и автор песен, основатель и лид-гитарист группы AC/DC

### Апрель
- 13 апреля — Луис Джонсон[англ.] (ум. 2015) — американский бас-гитарист
- 15 апреля — Джефф Голуб[англ.] (ум. 2015) — американский джазовый и рок-гитарист
- 21 апреля — Крис Кельми (ум. 2019) — советский и российский певец, композитор и клавишник
- 26 апреля — Ришард Сварцевич (ум. 2022) — советский и российский пианист, органист и музыкальный педагог
- 28 апреля — Эдди Джобсон — британский музыкант, клавишник и скрипач группы Roxy Music

### Май
- 3 мая  — Паскаль Лангиран[нем.] — канадский музыкант, фронтмэн группы Trans-X
- 11 мая — Шабба-Ду (ум. 2020) — американский танцор, хореограф и актёр
- 21 мая — Стэн Линч[англ.] — американский музыкант, барабанщик группы Tom Petty and the Heartbreakers
- 29 мая — Майк Поркаро[англ.] (ум. 2015) — американский музыкант, бас-гитарист группы Toto
- 30 мая — Топпер Хидон — британский музыкант, барабанщик группы The Clash
- 31 мая
  - Джо Лонгторн[англ.] (ум. 2019) — британский эстрадный певец
  - Наоми Мунаката (ум. 2020) — бразильский хоровой дирижёр и педагог японского происхождения
  - Томми Эммануэль — австралийский гитарист-виртуоз

### Июнь
- 23 июня — Памела Рук (ум. 2022) — британская фотомодель, актриса и музыкальный менеджер
- 26 июня — Мик Джонс — британский музыкант, певец и автор песен, основатель, гитарист и вокалист группы The Clash

### Июль
- 16 июля — Мария Шорникова (ум. 2019) — советский и российский музыковед
- 20 июля — Григорий Грицюк (ум. 2000) — советский и украинский оперный певец (баритон)
- 21 июля — Хауи Эпстайн[англ.] (ум. 2003) — американский музыкант, басист группы Tom Petty and the Heartbreakers
- 24 июля — Игорь Наймарк (ум. 2017) — советский и израильский пианист, музыкальный педагог, композитор и аранжировщик
- 26 июля — Митчелл Стерн (ум. 2001) — американский скрипач и альтист

### Август
- 10 августа — Евгений Панфилов (ум. 2002) — советский и российский танцовщик, балетмейстер и хореограф

### Сентябрь
- 3 сентября — Стив Джонс — британский музыкант, гитарист группы Sex Pistols
- 7 сентября — Мира Фурлан (ум. 2021) — хорватская актриса и певица
- 9 сентября — Иван Смирнов (ум. 2018) — советский и российский композитор и гитарист
- 14 сентября — Юрий Балашов (ум. 2020) — советский, американский и российский художник и музыкант
- 15 сентября — Марьян Гаденко (ум. 2021) — украинский композитор, поэт-песенник и певец

### Октябрь
- 4 октября — Владимир Багров (ум. 2023) — советский и российский пианист и композитор
- 19 октября — Ролан Диенс (ум. 2016) — французский гитарист, композитор и аранжировщик
- 25 октября — Тим Норелл (ум. 2023) — шведский музыкант и автор песен, клавишник группы Secret Service
- 29 октября — Роджер О’Доннелл — британский музыкант, клавишник группы The Cure

### Ноябрь
- 12 ноября — Лес Маккьюэн (ум. 2021) — шотландский музыкант и певец, вокалист группы Bay City Rollers
- 14 ноября — Анатол Думитраш (ум. 2016) — советский и молдавский эстрадный певец и композитор
- 16 ноября — Крис Лэйтон — американский музыкант, барабанщик группы Double Trouble

### Декабрь
- 1 декабря — Александр Жилинский (ум. 2020) — советский и украинский композитор, актёр и певец
- 4 декабря — Хосе Падилья (ум. 2020) — испанский диджей и продюсер
- 15 декабря — Пол Симонон — британский музыкант, басист группы The Clash
- 24 декабря
  - Леонид Белый (ум. 2000) — советский и российский певец, музыкант и автор песен, вокалист ВИА «Надежда»
  - Гэри Валентайн[англ.] — американский музыкант, бас-гитарист группы Blondie
- 29 декабря — Нил Джиральдо[англ.] — американский музыкант, аранжировщик, продюсер и автор песен

### Без точной даты
- Александр Котусов (ум. 2019) — советский и российский кетский автор-исполнитель и народный певец

## Скончались

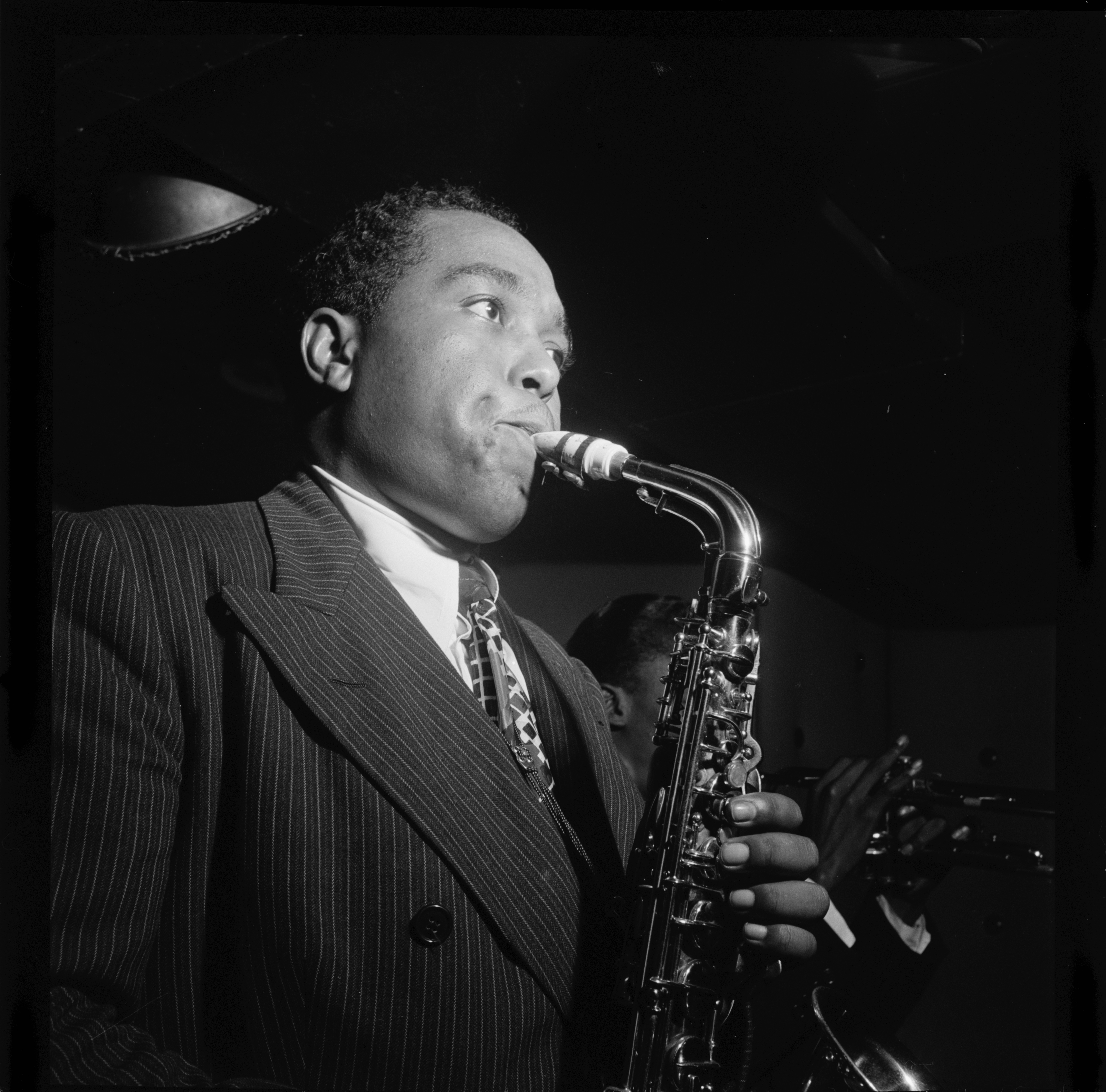
Чарли Паркер

- 23 января — Иван Камбуров (71) — болгарский музыковед, фольклорист и педагог
- 29 января — Каип Айнабеков (69) — казахский советский акын
- 11 февраля — Дмитрий Арбенин (78) — русский и латвийский певец и оперный режиссёр-постановщик
- 12 марта — Чарли Паркер (34) — американский джазовый саксофонист и композитор
- 16 мая — Светослав Обретенов (45) — болгарский композитор, хоровой дирижёр и общественный деятель
- 1 июня — Адольф Бошо (84) — французский музыковед, музыкальный критик и писатель
- 11 августа — Эндрю Стерлинг[англ.] (80) — американский поэт-песенник
- 13 августа — Джон Кленнер[англ.] (56) — американский композитор, автор песен и пианист
- 3 сентября — Аркадий Бессмертный (62) — советский скрипач, дирижёр и музыкальный педагог
- 17 ноября — Джеймс Джонсон (61) — американский джазовый пианист и композитор
- 23 ноября — Божидар Йоксимович (87) — сербский и югославский композитор, фольклорист и педагог
- 12 декабря — Антун Добронич (77) — хорватский композитор, фольклорист, музыкальный писатель и педагог
- 25 декабря — Александр Александров (64) — советский казахский танцовщик и балетмейстер
- 29 декабря — Иван д’Аршамбо (76) — бельгийский виолончелист